# 四堡水库
四堡水库，位于广东省江门鹤山市龙口镇境内，是沙坪河支流龙口河上的一座中型水库。1958年10月动工兴建，1960年12月竣工蓄水。水库集水面积27.3平方千米，总库容3340万立方米。大坝为均质土坝，主坝最大坝高36.2米，坝长123米。水库以灌溉为主，兼顾防洪、发电等综合效益。水库设计灌溉面积2100公顷，保证灌溉1789.3公顷。坝后电站装机容量641千瓦。